# Boľkovce
Boľkovce (em húngaro: Bolyk) é um município da Eslováquia, situado no distrito de Lučenec, na região de Banská Bystrica. Tem 10,99 km² de área e sua população em 2018 foi estimada em 633 habitantes.

## Demografia
| Ano:        | 1994 | 2004   | 2014   | 2024   |
| ----------- | ---- | ------ | ------ | ------ |
| Broj ljudi: | 625  | 656    | 620    | 626    |
| Razlika:    |      | +4,96% | -5,48% | +0,96% |

| Ano:               | 2023 | 2024   |
| ------------------ | ---- | ------ |
| Número de pessoas: | 628  | 626    |
| Diferença:         |      | -0,31% |